# Bichos Escrotos
"Bichos Escrotos" é a nona faixa do álbum Cabeça Dinossauro, dos Titãs, e foi composta por Arnaldo Antunes, Sérgio Britto e Nando Reis. Ao ser editada em single, foi-o numa versão ao vivo.
Era tocada pela banda desde 1982, mas só fora gravada nas sessões do Cabeça Dinossauro devido à censura do regime militar no Brasil. Quando finalmente pôde ser gravada, sua execução nas rádios ainda era proibida, mas as rádios recebiam tantos pedidos para tocá-la, que decidiram executar a faixa e arcar com a multa depois, cujo valor baixo tornava o infringimento da censura algo compensatório. Para o videoclipe, o verso "vão se foder" foi substituído por "vocês vão ver".

## História
A faixa foi escrita por Nando Reis, Sérgio Britto e Arnaldo Antunes. Durante uma gravação de uma demo dos Titãs, os três aproveitaram um momento instrumental e se ausentaram da sala, ficando em um pátio. Em dado momento, Nando viu uma barata saindo de um ralo e isso inspirou os três a começarem a criar uma música ali mesmo sobre o tema. Segundo ele, a música usa os animais citados em sua letra (baratas, ratos e pulgas), que são considerados marginais, como metáforas para os próprios Titãs, que buscavam fugir de padrões e estereótipos estéticos, musicais e morais.
Em uma das primeiras apresentações da faixa, Nando se disfarçava e se misturava em meio à plateia. Em determinado momento, ele interrompia a apresentação, dizendo que aquilo não era música; simulava uma discussão com Arnaldo Antunes e depois se juntava aos colegas para continuar a execução da faixa.
Foi regravada em 2010 no CD/DVD Bailão do Ruivão, trabalho de Nando Reis e Os Infernais, coautor da canção.